# Dronavalli Harika
Dronavalli Harika (ur. 12 stycznia 1991 w Gunturze w stanie Andhra Pradesh) – indyjska szachistka, arcymistrzyni od 2004, posiadaczka męskiego tytułu arcymistrza od 2011 roku.

## Kariera szachowa
Sukcesy na arenie międzynarodowej zaczęła odnosić w bardzo młodym wieku. Wielokrotnie startowała w mistrzostwach świata juniorek w różnych kategoriach wiekowych, zdobywając 6 medali: trzy złote (2004 – Heraklion, do 14 lat; 2006 – Batumi, do 18 lat; 2008 – Gaziantep, do 20 lat), dwa srebrne (2000 – Oropesa del Mar, do 10 lat; 2001 – Oropesa del Mar, do 12 lat) oraz brązowy (2002 – Heraklion, do 12 lat).
Normy na tytuł arcymistrzyni wypełniła na indywidualnych mistrzostwach Azji kobiet w Kalkucie (2003, II m. za Humpy Koneru – srebrny medal) oraz dwukrotnie na mistrzostwach Wspólnoty Narodów (ang. Commonwealth) w Bombaju (2003 i 2004). W 2007 r. zwyciężyła w turnieju strefowym (eliminacji mistrzostw świata, rozegranym w Dhace, natomiast w 2008 r. podzieliła II m. w otwartym turnieju w Moskwie (za Anną Muzyczuk, wspólnie z Natalią Żukową i Kateriną Lahno). W 2011 r. zdobyła w Meszhedzie tytuł indywidualnej mistrzyni Azji.
Wielokrotnie reprezentowała Indie w turniejach drużynowych, m.in.:
- sześciokrotnie na olimpiadach szachowych (w latach 2004, 2006, 2008, 2010, 2012, 2014)[1],
- trzykrotnie na drużynowych mistrzostwach świata (w latach 2009, 2011, 2015); medalistka: indywidualnie – (2011 – na II szachownicy)[2],
- pięciokrotnie na drużynowych mistrzostwach Azji (w latach 2003, 2008, 2009, 2012, 2014); dziewięciokrotna medalistka: wspólnie z drużyną – czterokrotnie srebrna (2008, 2009, 2012, 2014) i brązowa (2003) oraz indywidualnie – trzykrotnie złota (2003 – na IV szachownicy, 2009 – na I szachownicy, 2014 – na I szachownicy) i srebrna (2008 – na I szachownicy)[3],
- na igrzyskach azjatyckich (w roku 2010)[4]
- dwukrotnie na halowych igrzyskach azjatyckich (w latach 2007, 2009); dwukrotna medalistka: wspólnie z drużyną – srebrna (2007) i brązowa (2009)[5].

Najwyższy ranking w dotychczasowej karierze osiągnęła 1 października 2014 r., z wynikiem 2528 punktów zajmowała wówczas 10. miejsce na światowej liście FIDE, jednocześnie zajmując 2. miejsce (za Humpy Koneru) wśród indyjskich szachistek.
W roku 2007 została laureatem nagrody Arjuna Award.